# Planeta interestelar

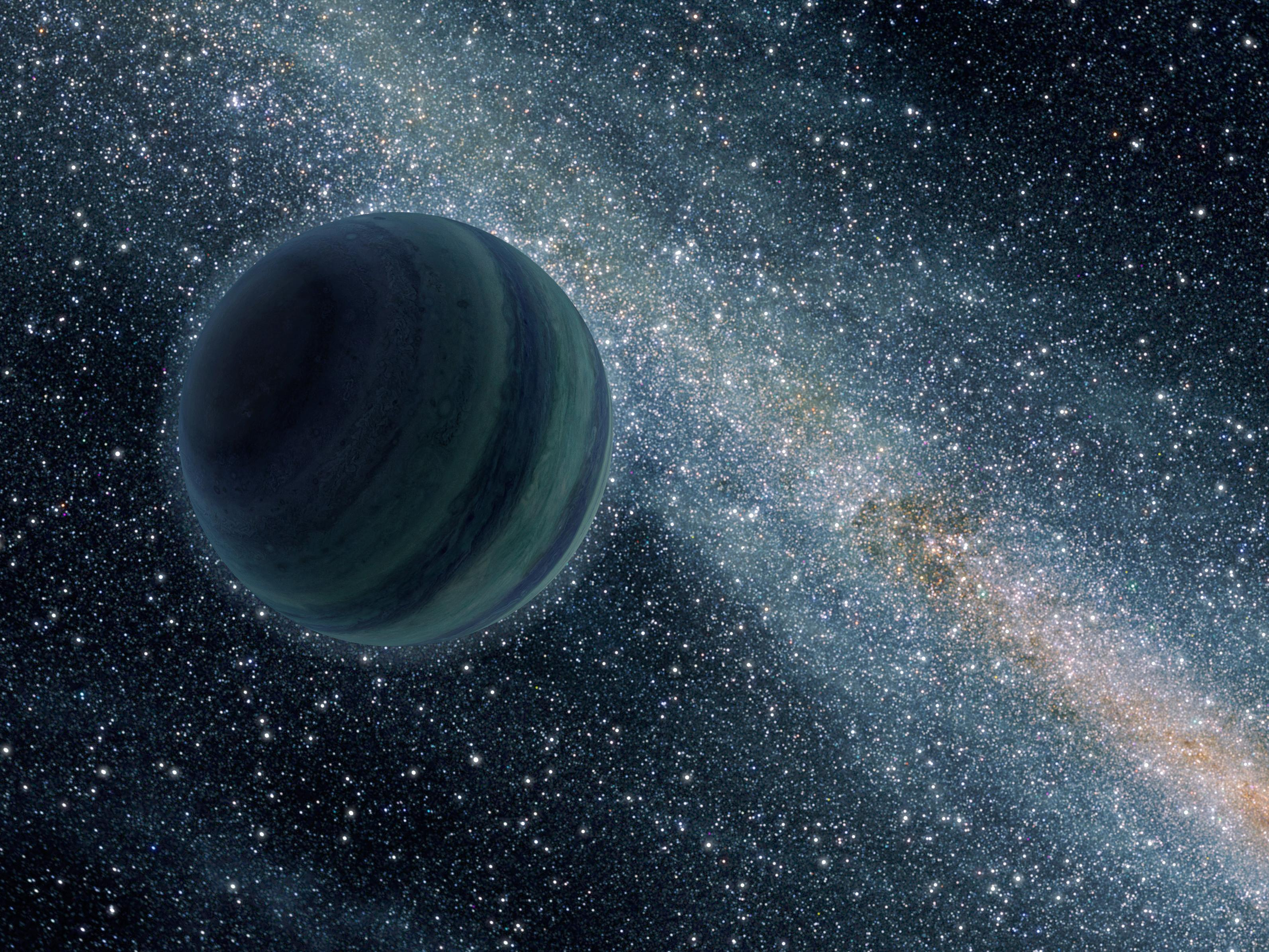
Representación artística de un planeta interestelar del tamaño de Júpiter.

Un planeta interestelar (también conocido como planeta vagabundo, planeta errante, planeta huérfano o de forma inexacta como planemo) es un objeto con una masa igual o equivalente a la de un planeta pero que no está gravitacionalmente sujeto a ninguna estrella, y por tanto se mueve por el espacio como un objeto independiente. Un buen número de astrónomos afirman haber detectado este tipo de objetos (por ejemplo, Cha 110913-773444), pero siguen sin confirmarse las detecciones.
Algunos astrónomos se refieren a estos objetos como «planetas», generalmente porque creen que esos objetos eran planetas que fueron expulsados de la órbita alrededor de una estrella. Varias simulaciones por ordenador sobre la formación de los sistemas planetarios han sugerido que algunos objetos de masa planetaria podrían ser expulsados al espacio interestelar. Algunos científicos han argumentado que esos objetos encontrados vagando en el espacio deben ser clasificados como «planetas»; sin embargo, otros han sugerido que podrían ser estrellas de baja masa. La definición de la UAI sobre planetas extrasolares no toma posición sobre la cuestión. Otros astrónomos opinan que la definición de planeta debería depender del estado actual del objeto, y no del de origen. Además, estos objetos pueden haberse formado por sí mismos a través de una nube de gas colapsada similar a la de formación de estrellas, en cuyo caso nunca habrían sido planetas.
En 2005 los astrónomos anunciaron el descubrimiento de Cha 110913-773444, la enana marrón más pequeña encontrada hasta la fecha, con solo siete veces la masa de Júpiter. Ya que no se encuentran en órbita alrededor de una estrella de detonación, es una sub-enana marrón, de acuerdo con la definición de la UAI. Sin embargo, algunos astrónomos creen que debería ser denominada como planeta. Durante un breve tiempo en 2006, los astrónomos creyeron haber encontrado un sistema binario formado por los objetos, Oph 162225-240515, que los descubridores describieron como «planemos», u «objetos de masa planetaria». Sin embargo, los últimos análisis de los objetos ha determinado que sus masas son mayores que 13 masas de Júpiter; que es el tope de masa que debe tener un planeta para que en su núcleo no se produzcan combustiones termonucleares, es decir, para que no sea una estrella.
En 2012 se anunció el descubrimiento de CFBDSIR2149, el mejor candidato a ser considerado planeta errante y el más cercano a la Tierra, y que está situado a unos 100 años-luz. Parece formar parte de una asociación estelar llamada AB Doradus. Los astrónomos encontraron CFBDSIR2149 con el telescopio CFHT (Canada France Hawaii Telescope) y sus propiedades fueron estudiadas con más detalle gracias al telescopio VLT (Very Large Telescope) del Observatorio Austral Europeo (ESO).
En 2013 se anunció el hallazgo de otro candidato a planeta interestelar, el PSO J318.5-22, un planeta gaseoso con una masa de seis veces la de Júpiter. Fue descubierto gracias a su rastro de calor por el telescopio Pan-STARRS 1.

## Discos protoplanetarios deplanetares
Recientemente, se ha descubierto que algunos planetas extrasolares como el planemo 2M1207b, que orbitan alrededor de la enana marrón 2M1207, tienen discos de desechos. Si algunos grandes objetos interestelares son considerados como estrellas (sub-enanas marrones) sus escombros, es decir, los discos protoplanetarios, pueden unirse formando planetas. Si se consideran estos planetas y, a continuación, los escombros que se unen como lunas,  el término planetar se usaría para las acumulaciones de masas existentes que parecen quedar entre las estrellas y los planetas.

## Posible habitabilidad
Existe la posibilidad de que algunos planetas terrestres o lunas de gigantes gaseosos errantes puedan albergar un océano bajo su superficie de hielo que se mantenga líquido gracias al calor interno del planeta. El núcleo del planeta tardaría miles de millones de años en enfriarse, suficiente para que en algunos casos la vida evolucione, pero lo más probable es que fueran formas de vida simples.